# Arnie Weinmeister
Arnold George Weinmeister (Rhein, 23 marzo 1923 – 29 giugno 2000) è stato un giocatore di football americano canadese che ha militato nel ruolo di defensive tackle nella All-America Football Conference (AAFC), nella National Football League (NFL) e nella Canadian Football League (CFL). Al college ha giocato a football all’Università di Washington. È stato inserito nella Pro Football Hall of Fame nel 1984.

## Carriera professionistica
Weinmeister divenne professionista nel 1948, giocando come defensive tackle per i New York Yankees della All-America Football Conference fino al 1949 e per i New York Giants dal 1950 al 1953. Nella sua ultima stagione a New York fu il capitano della squadra. Weinmeister fu inserito quattro volte consecutive nella formazione ideale della NFL All-Pro (1950–1953) e fu convocato ogni anno per il Pro Bowl tra il 1948 e il 1951.
Fece parte anche del roster dei BC Lions nel 1954, rimanendovi per due stagioni.
Arnie è solamente uno dei tre giocatori provenienti dalla regione canadese dello Saskatchewan ad aver militato nella NFL (gli altri sono Jon Ryan e Rueben Mayes).

## Palmarès
- (4) Pro Bowl (1950, 1951, 1952, 1953)
- (6) All-Pro (1948, 1949, 1950, 1951, 1952, 1953)
- Pro Football Hall of Fame (classe del 1984)

## Statistiche
| Partite totali    | 71 |
| Fumble recuperati | 8  |
| Safety            | 1  |